# Anwerbestaat
Unter dem Begriff Anwerbestaaten fasst man heute die Länder zusammen, aus denen seit 1955 bis Mitte der 1960er Jahre mit Hilfe von Anwerbebüros und begleitet von bilateralen Anwerbeabkommen vor allem männliche Arbeitsmigranten nach Deutschland angeworben wurden.
Die ersten Menschen, die als Gastarbeiter in dieser Zeit angeworben wurden, kamen aus Italien, Spanien, Portugal und Jugoslawien, später auch aus Griechenland und insbesondere aus der Türkei. Diese Staaten werden unter dem Begriff Anwerbestaaten zusammengefasst.
Bedeutung hat der Begriff zum Beispiel für die Behandlung ausländischer Studenten an deutschen Hochschulen. Unter den sog. Bildungsinländern werden die Kinder der damaligen Arbeitsmigranten mit einer in Deutschland erworbenen Hochschulzugangsberechtigung den deutschen Staatsangehörigen etwa beim Hochschulzugang praktisch gleichgestellt, auch wenn sie die Staatsangehörigkeit ihrer Eltern beibehalten haben.